# Крекінг-установка у Чжаньцзян
Крекінг-установка у Чжаньцзян – складова нафтопереробного та нафтохімічного майданчика, який споруджується на півдні Китаю у провінції Гуандун.
В 2016 році на острові Donghai почалась реалізація спільного проекту китайської корпорації Sinopec та близькосхідної Kuwait National Petroleum Corporation (кожен з партнерів має по 50% участі), котрий включатиме установку парового крекінгу потужністю по етилену 800 тисяч тонн на рік. За первісними планами вона повинна була піддавати піролізу газовий бензин (naphtha), проте наразі зробили вибір на користь більш легких вуглеводнів (зріджені вуглеводневі гази).
Отриманий етилен спрямовуватиметься на виробництво поліетилену високої щільності (350 тисяч тонн), етиленвінілацетату (100 тисяч тонн), етиленгліколю (400 тисяч тонн) та оксиду етилену (250 тисяч тонн). Пропілен використовуватиме завод полімеризації потужністю 550 тисяч тонн поліпропілену на рік.